# Département d'Independencia (Chaco)
Pour les articles homonymes, voir Independencia.
Le département d'Independencia est une des 25 subdivisions de la province du Chaco, en Argentine. Son chef-lieu est la ville de Campo Largo.
Le département a une superficie de 1 871 km2. Sa population s'élevait à 20 620 habitants au recensement de 2001.

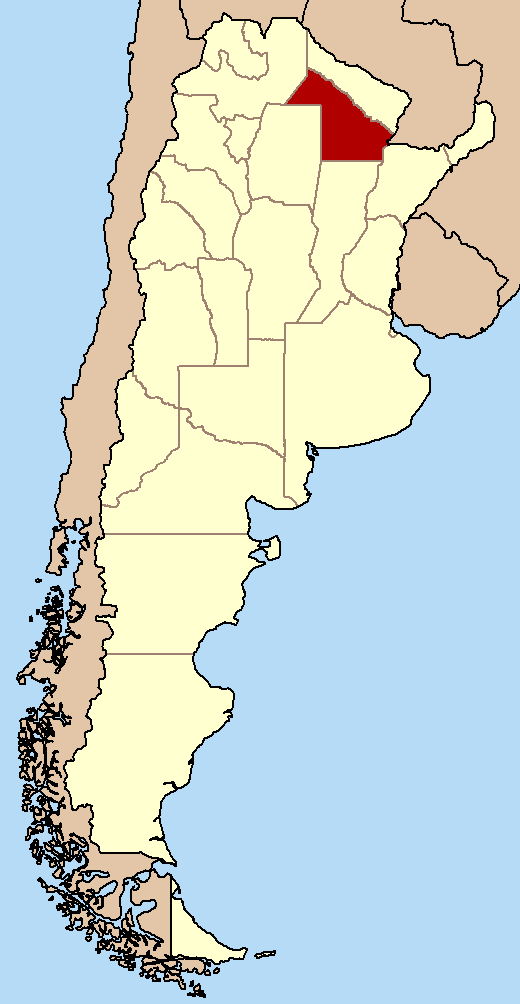
Localisation de la province du Chaco en Argentine.